# 馬克·明斯
馬克·明斯（1971年5月18日—）是一位英格蘭政治人物，他的黨籍是保守黨。自2010年開始，他擔任法爾德選區選出的英國下議院議員。在從政之前他曾在超市工作。